# Camponotus buddhae
Camponotus buddhae  (лат.) — вид муравьёв рода кампонотус (Camponotus) (подрод Tanaemyrmex) из подсемейства формицины (Formicinae).

## Распространение
Памир, Тибет. Афганистан, Закавказье (Армения), Иран, Кыргызстан, Таджикистан, Туркменистан и Турция.

## Описание
Тело желтовато-бурое. Голова, скапус с отстоящими волосками. Рабочие муравьи имеют длину 5—9 мм, самки — 12—13 мм, самцы — 7—8 мм. В Туркмении обитают в тугайных зарослях по берегам водотоков. Известный из Средней Азии вид Camponotus obliquipilosus позднее (Радченко, 1996) был сведён в синонимы к Camponotus buddhae. Вид был впервые описан в 1892 году швейцарским мирмекологом Огюстом Форелем по материалам из Тибета (Lahaul, округ Лахул и Спити в штате Химачал-Прадеш на севере Индии). В этом месте большинство жителей являются последователями смеси индуизма и тибетского буддизма, а одной из основных достопримечательностей региона являются тибетские монастыри, поэтому Форель и назвал новый вид муравьём Будды.